# Francisca Navarrete Mena
Francisca Navarrete Mena (Madrid, 1612-Alcalá de Henares, 24 de juny de 1633), de nom religiós Francisca de la Asunción, va ser una religiosa castellana.
Nascuda a Madrid el 1612, va ser filla del secretari Juan Bautista Navarrete, cavaller d'Alcántara, i de María de Mena. Germana del llicenciat i fiscal del Consell de Castella, Juan Muñoz Sáenz de Navarrete. Va entrar a la comunitat de carmelites descalces del convent de Corpus Christi d'Alcalá de Henares encara molt jove, raó per la qual es va dubtar de la seva professió. No obstant això, va destacar per sobre de la resta de germanes del convent, hom afirma que va ser una dona humil, fervorosa, resignada, pobra, caritativa, que estimava el silenci, l'oració, la fe i l'obediència. Es diu que ella mateixa va tenir revelació de la seva mort, datada el 24 de juny de 1633, amb només 21 anys, moment fins al qual va dedicar-se a fer penitència.